# EHF Liga Mistrzów 2016/2017 (grupa C)
EHF Liga Mistrzów 2016/2017 - rozgrywki i tabela grupy C
| Lp. | Drużyna                | M  | Mecze | Mecze | Mecze | Bramki | Bramki | Bramki | Pkt |
| Lp. | Drużyna                | M  | W     | R     | P     | +      | −      | +/−    | Pkt |
| --- | ---------------------- | -- | ----- | ----- | ----- | ------ | ------ | ------ | --- |
| 1.  | Montpellier Handball   | 10 | 8     | 0     | 2     | 302    | 252    | +50    | 16  |
| 2.  | Naturhouse La Rioja    | 10 | 5     | 1     | 4     | 294    | 286    | +8     | 11  |
| 3.  | RK Metalurg Skopje     | 10 | 5     | 0     | 5     | 240    | 251    | −11    | 10  |
| 4.  | Tatran Preszów         | 10 | 4     | 1     | 5     | 259    | 271    | −12    | 9   |
| 5.  | Elverum Håndball       | 10 | 3     | 2     | 5     | 257    | 274    | −17    | 8   |
| 6.  | Czechowskije Miedwiedi | 10 | 2     | 2     | 6     | 273    | 291    | −18    | 6   |

| Gospodarz \ Gość       | RIO   | MET   | CHE   | MON   | ELV   | PRE   |
| Naturhouse La Rioja    |       | 31:25 | 34:37 | 31:30 | 28:21 | 33:27 |
| RK Metalurg Skopje     | 24:23 |       | 31:24 | 24:30 | 18:17 | 26:20 |
| Czechowskije Miedwiedi | 28:28 | 25:21 |       | 27:33 | 26:31 | 28:29 |
| Montpellier Handball   | 37:27 | 28:18 | 26:22 |       | 31:24 | 28:23 |
| Elverum Håndball       | 27:32 | 26:31 | 28:28 | 32:31 |       | 24:24 |
| Tatran Preszów         | 30:27 | 27:22 | 30:28 | 24:28 | 25:27 |       |

Wyniki
| 22 września 201619:00 | Czechowskije Miedwiedi            | 28:28(14:16) | Naturhouse La Rioja | gospodarz Widzów: 1500 Sędzia: Andrei Gousko Siarhei Repkin |
| 22 września 201619:00 | Dmitriy Santalov 6 Kirill Kotov 6 | 28:28(14:16) | 5 Haniel Lângaro    | gospodarz Widzów: 1500 Sędzia: Andrei Gousko Siarhei Repkin |
| 22 września 201619:00 | 2× · 3×                           | 28:28(14:16) | 3× · 3×             | gospodarz Widzów: 1500 Sędzia: Andrei Gousko Siarhei Repkin |

| 24 września 201617:30 | RK Metalurg Skopje | 18:17(8:7) | Elverum Håndball | gospodarz Widzów: 700 Sędzia: Fabian Baumgart Sascha Wild |
| 24 września 201617:30 | Filip Tałeski 13   | 18:17(8:7) | 6 André Lindboe  | gospodarz Widzów: 700 Sędzia: Fabian Baumgart Sascha Wild |
| 24 września 201617:30 | 5× · 4×            | 18:17(8:7) | 3× · 3×          | gospodarz Widzów: 700 Sędzia: Fabian Baumgart Sascha Wild |

| 25 września 201617:00 | Montpellier Handball | 28:23(14:14) | Tatran Preszów | gospodarz Widzów: 3000 Sędzia: Ferenc Bonifert Viktor Oláh |
| 25 września 201617:00 | Vid Kavtičnik 7      | 28:23(14:14) | 6 Oliver Rábek | gospodarz Widzów: 3000 Sędzia: Ferenc Bonifert Viktor Oláh |
| 25 września 201617:00 | 4× · 3×              | 28:23(14:14) | 5× · 4×        | gospodarz Widzów: 3000 Sędzia: Ferenc Bonifert Viktor Oláh |

| 1 października 201615:00 | Tatran Preszów | 27:22(11:12) | RK Metalurg Skopje | gospodarz Widzów: 1200 Sędzia: Marek Baranowski Bogdan Lemanowicz |
| 1 października 201615:00 | Jakub Hrstka 7 | 27:22(11:12) | 5 Miloš Dragaš     | gospodarz Widzów: 1200 Sędzia: Marek Baranowski Bogdan Lemanowicz |
| 1 października 201615:00 | 1× · 3×        | 27:22(11:12) | 2× · 3×            | gospodarz Widzów: 1200 Sędzia: Marek Baranowski Bogdan Lemanowicz |

| 1 października 201620:30 | Naturhouse La Rioja                     | 31:30(15:12) | Montpellier Handball | gospodarz Widzów: 2000 Sędzia: Mirza Kurtagic Mattias Wetterwik |
| 1 października 201620:30 | Haniel Lângaro 7 Mohamed Hisham Sanad 7 | 31:30(15:12) | 8 Mathieu Grébille   | gospodarz Widzów: 2000 Sędzia: Mirza Kurtagic Mattias Wetterwik |
| 1 października 201620:30 | 4× · 2×                                 | 31:30(15:12) | 4× · 4×              | gospodarz Widzów: 2000 Sędzia: Mirza Kurtagic Mattias Wetterwik |

| 2 października 201618:15 | Elverum Håndball | 28:28(13:11) | Czechowskije Miedwiedi | gospodarz Widzów: 1829 Sędzia: Thierry Dentz Denis Reibel |
| 2 października 201618:15 | Tamás Iváncsik 8 | 28:28(13:11) | 6 Dmitry Kovalev       | gospodarz Widzów: 1829 Sędzia: Thierry Dentz Denis Reibel |
| 2 października 201618:15 | 4× · 3×          | 28:28(13:11) | 4× · 3×                | gospodarz Widzów: 1829 Sędzia: Thierry Dentz Denis Reibel |

| 6 października 201619:00 | Czechowskije Miedwiedi                 | 25:21(14:8) | RK Metalurg Skopje  | gospodarz Widzów: 1100 Sędzia: Arthur Brunner Morad Salah |
| 6 października 201619:00 | Dmitriy Kornev 4 Dmitry Shelestyukov 4 | 25:21(14:8) | 8 Nemanja Obradović | gospodarz Widzów: 1100 Sędzia: Arthur Brunner Morad Salah |
| 6 października 201619:00 | 4× · 3×                                | 25:21(14:8) | 5× · 2×             | gospodarz Widzów: 1100 Sędzia: Arthur Brunner Morad Salah |

| 8 października 201617:30 | Naturhouse La Rioja      | 33:27(16:18) | Tatran Preszów  | gospodarz Widzów: 2500 Sędzia: Per Olesen Claus Gramm Pedersen |
| 8 października 201617:30 | Ángel Fernández Pérez 10 | 33:27(16:18) | 7 Alexey Peskov | gospodarz Widzów: 2500 Sędzia: Per Olesen Claus Gramm Pedersen |
| 8 października 201617:30 | 4× · 2×                  | 33:27(16:18) | 6× · 3×         | gospodarz Widzów: 2500 Sędzia: Per Olesen Claus Gramm Pedersen |

| 9 października 201618:15 | Elverum Håndball                          | 32:31(18:16) | Montpellier Handball | gospodarz Widzów: 1879 Sędzia: Ivan Caçador Eurico Nicolau |
| 9 października 201618:15 | Nikolaj Mehl Vestergaard 7 Joseph Pujol 7 | 32:31(18:16) | 6 Jure Dolenec       | gospodarz Widzów: 1879 Sędzia: Ivan Caçador Eurico Nicolau |
| 9 października 201618:15 | 2× · 3×                                   | 32:31(18:16) | 4× · 3×              | gospodarz Widzów: 1879 Sędzia: Ivan Caçador Eurico Nicolau |

| 15 października 201616:00 | Tatran Preszów | 25:27(16:17) | Elverum Håndball | gospodarz Widzów: 2050 Sędzia: Miklós Andorka Róbert Hucker |
| 15 października 201616:00 | Jakub Hrstka 8 | 25:27(16:17) | 7 Tamaš Ivančik  | gospodarz Widzów: 2050 Sędzia: Miklós Andorka Róbert Hucker |
| 15 października 201616:00 | 3× · 2×        | 25:27(16:17) | 3× · 3×          | gospodarz Widzów: 2050 Sędzia: Miklós Andorka Róbert Hucker |

| 15 października 201617:30 | RK Metalurg Skopje                 | 24:23(11:9) | Naturhouse La Rioja | gospodarz Widzów: 3506 Sędzia: Péter Herczeg Péter Südi |
| 15 października 201617:30 | Nemanja Obradović 7 Miloš Dragaš 7 | 24:23(11:9) | 7 Haniel Lângaro    | gospodarz Widzów: 3506 Sędzia: Péter Herczeg Péter Südi |
| 15 października 201617:30 | 2× · 4×                            | 24:23(11:9) | 3× · 2×             | gospodarz Widzów: 3506 Sędzia: Péter Herczeg Péter Südi |

| 15 października 201620:30 | Montpellier Handball | 26:22(12:9) | Czechowskije Miedwiedi | gospodarz Widzów: 2600 Sędzia: Kürşad Erdoğan İbrahim Özdeniz |
| 15 października 201620:30 | Jure Dolenec 8       | 26:22(12:9) | 4 Maxim Kuretkov       | gospodarz Widzów: 2600 Sędzia: Kürşad Erdoğan İbrahim Özdeniz |
| 15 października 201620:30 | 3× · 3×              | 26:22(12:9) | 5× · 3×                | gospodarz Widzów: 2600 Sędzia: Kürşad Erdoğan İbrahim Özdeniz |

| 22 października 201616:00 | Tatran Preszów | 30:28(17:11) | Czechowskije Miedwiedi | gospodarz Widzów: 2100 Sędzia: Fabian Baumgart Sascha Wild |
| 22 października 201616:00 | Jakub Hrstka 9 | 30:28(17:11) | 6 Roman Ostashchenko   | gospodarz Widzów: 2100 Sędzia: Fabian Baumgart Sascha Wild |
| 22 października 201616:00 | 6× · 3×        | 30:28(17:11) | 5× · 3× · 1×           | gospodarz Widzów: 2100 Sędzia: Fabian Baumgart Sascha Wild |

| 23 października 201618:15 | Elverum Håndball | 27:32(14:16) | Naturhouse La Rioja | gospodarz Widzów: 2202 Sędzia: Jóans Elíasson Anton Gylfi Pálsson |
| 23 października 201618:15 | Tine Poklar 7    | 27:32(14:16) | 8 Haniel Lângaro    | gospodarz Widzów: 2202 Sędzia: Jóans Elíasson Anton Gylfi Pálsson |
| 23 października 201618:15 | 6× · 3×          | 27:32(14:16) | 5× · 3×             | gospodarz Widzów: 2202 Sędzia: Jóans Elíasson Anton Gylfi Pálsson |

| 23 października 201618:45 | Montpellier Handball               | 28:18(13:12) | RK Metalurg Skopje  | gospodarz Widzów: 2700 Sędzia: Lars Geipel Marcus Helbig |
| 23 października 201618:45 | Mathieu Grebille 5 Vid Kavtičnik 5 | 28:18(13:12) | 5 Vojislav Brajović | gospodarz Widzów: 2700 Sędzia: Lars Geipel Marcus Helbig |
| 23 października 201618:45 | 2× · 2×                            | 28:18(13:12) | 5× · 3×             | gospodarz Widzów: 2700 Sędzia: Lars Geipel Marcus Helbig |

| 10 listopada 201618:45 | RK Metalurg Skopje   | 24:30(10:14) | Montpellier Handball | gospodarz Widzów: 4500 Sędzia: Bartosz Leszczyński Marcin Piechota |
| 10 listopada 201618:45 | Nemanja Obradović 10 | 24:30(10:14) | 10 Mathieu Grebille  | gospodarz Widzów: 4500 Sędzia: Bartosz Leszczyński Marcin Piechota |
| 10 listopada 201618:45 | 3× · 3×              | 24:30(10:14) | 4× · 3×              | gospodarz Widzów: 4500 Sędzia: Bartosz Leszczyński Marcin Piechota |

| 10 listopada 201619:00 | Czechowskije Miedwiedi | 28:29(13:18) | Tatran Preszów  | gospodarz Widzów: 1000 Sędzia: Sasa Pandžić Boris Šatordžija |
| 10 listopada 201619:00 | Dmitry Santalov 9      | 28:29(13:18) | 7 Alexey Peskov | gospodarz Widzów: 1000 Sędzia: Sasa Pandžić Boris Šatordžija |
| 10 listopada 201619:00 | 3× · 3×                | 28:29(13:18) | 4× · 3×         | gospodarz Widzów: 1000 Sędzia: Sasa Pandžić Boris Šatordžija |

| 12 listopada 201618:30 | Naturhouse La Rioja                            | 28:21(11:8) | Elverum Håndball                   | gospodarz Widzów: 2200 Sędzia: Arthur Brunner Morad Salah |
| 12 listopada 201618:30 | Javier Muñoz Cabezon 4 Ángel Fernández Pérez 4 | 28:21(11:8) | 4 Tamás Iváncsik 4 Morten Nergaard | gospodarz Widzów: 2200 Sędzia: Arthur Brunner Morad Salah |
| 12 listopada 201618:30 | 2× · 2×                                        | 28:21(11:8) | 7× · 4×                            | gospodarz Widzów: 2200 Sędzia: Arthur Brunner Morad Salah |

| 19 listopada 201615:00 | Tatran Preszów | 24:28(9:14) | Montpellier Handball              | gospodarz Widzów: 2500 Sędzia: Jesper Kirkholm Madsen Henrik Mortensen |
| 19 listopada 201615:00 | Dominik Krok 6 | 24:28(9:14) | 6 Jure Dolenec 6 Ludovic Fabregas | gospodarz Widzów: 2500 Sędzia: Jesper Kirkholm Madsen Henrik Mortensen |
| 19 listopada 201615:00 | 6× · 4×        | 24:28(9:14) | 6× · 3×                           | gospodarz Widzów: 2500 Sędzia: Jesper Kirkholm Madsen Henrik Mortensen |

| 19 listopada 201617:30 | Naturhouse La Rioja | 34:37(19:17) | Czechowskije Miedwiedi | gospodarz Widzów: 2300 Sędzia: Andorka Miklós Hucker Róbert |
| 19 listopada 201617:30 | Albert Rocas 11     | 34:37(19:17) | 6 Aleksander Kotow     | gospodarz Widzów: 2300 Sędzia: Andorka Miklós Hucker Róbert |
| 19 listopada 201617:30 | 2× · 3×             | 34:37(19:17) | 6× · 3×                | gospodarz Widzów: 2300 Sędzia: Andorka Miklós Hucker Róbert |

| 20 listopada 201618:15 | Elverum Håndball | 26:31(9:14) | RK Metalurg Skopje  | gospodarz Widzów: 1792 Sędzia: Dzmitry Nabokau Siarhei Kulik |
| 20 listopada 201618:15 | Tine Poklar 7    | 26:31(9:14) | 9 Filip Kuzmanovski | gospodarz Widzów: 1792 Sędzia: Dzmitry Nabokau Siarhei Kulik |
| 20 listopada 201618:15 | 1× · 2×          | 26:31(9:14) | 2× · 3×             | gospodarz Widzów: 1792 Sędzia: Dzmitry Nabokau Siarhei Kulik |

| 24 listopada 201619:00 | Czechowskije Miedwiedi | 26:31(14:15) | Elverum Håndball | gospodarz Widzów: 1400 Sędzia: Robert Harabagiu Silviu Stănescu |
| 24 listopada 201619:00 | Dmitry Santalov 8      | 26:31(14:15) | 9 Tamás Iváncsik | gospodarz Widzów: 1400 Sędzia: Robert Harabagiu Silviu Stănescu |
| 24 listopada 201619:00 | 3× · 3×                | 26:31(14:15) | 3× · 4×          | gospodarz Widzów: 1400 Sędzia: Robert Harabagiu Silviu Stănescu |

| 26 listopada 201618:30 | Montpellier Handball | 37:27(19:11) | Naturhouse La Rioja     | gospodarz Widzów: 3000 Sędzia: Arnar Sigurjónsson Svavar Ólafur Pétursson |
| 26 listopada 201618:30 | Mathieu Grebille 10  | 37:27(19:11) | 8 Ángel Fernández Pérez | gospodarz Widzów: 3000 Sędzia: Arnar Sigurjónsson Svavar Ólafur Pétursson |
| 26 listopada 201618:30 | 5× · 3×              | 37:27(19:11) | 3× · 3× · 1×            | gospodarz Widzów: 3000 Sędzia: Arnar Sigurjónsson Svavar Ólafur Pétursson |

| 27 listopada 201617:30 | RK Metalurg Skopje | 26:20(11:10) | Tatran Preszów | gospodarz Widzów: 3500 Sędzia: Radojko Brkic Andrei Jusufhodzic |
| 27 listopada 201617:30 | Filip Tałeski 10   | 26:20(11:10) | 8 Oliver Rábek | gospodarz Widzów: 3500 Sędzia: Radojko Brkic Andrei Jusufhodzic |
| 27 listopada 201617:30 | 2× · 2×            | 26:20(11:10) | 3× · 3×        | gospodarz Widzów: 3500 Sędzia: Radojko Brkic Andrei Jusufhodzic |

| 3 grudnia 201616:00 | Czechowskije Miedwiedi | 27:33(13:14) | Montpellier Handball             | gospodarz Widzów: 1300 Sędzia: Michael Johansson Jasmin Kliko |
| 3 grudnia 201616:00 | Dmitry Kornev 8        | 27:33(13:14) | 8 Arthur Anquetil 8 Jure Dolenec | gospodarz Widzów: 1300 Sędzia: Michael Johansson Jasmin Kliko |
| 3 grudnia 201616:00 | 4× · 3×                | 27:33(13:14) | 2× · 3×                          | gospodarz Widzów: 1300 Sędzia: Michael Johansson Jasmin Kliko |

| 3 grudnia 201617:30 | Naturhouse La Rioja      | 31:25(16:14) | RK Metalurg Skopje | gospodarz Widzów: 2400 Sędzia: Jan Erik Leandersson Mikael Lindroos |
| 3 grudnia 201617:30 | Ángel Fernández Pérez 10 | 31:25(16:14) | 7 Vanja Ilić       | gospodarz Widzów: 2400 Sędzia: Jan Erik Leandersson Mikael Lindroos |
| 3 grudnia 201617:30 | 3× · 3×                  | 31:25(16:14) | 3× · 2×            | gospodarz Widzów: 2400 Sędzia: Jan Erik Leandersson Mikael Lindroos |

| 4 grudnia 201618:15 | Elverum Håndball | 24:24(10:9) | Tatran Preszów  | gospodarz Widzów: 1412 Sędzia: Bartosz Leszczyński Marcin Piechota |
| 4 grudnia 201618:15 | André Lindboe 10 | 24:24(10:9) | 10 Oliver Rábek | gospodarz Widzów: 1412 Sędzia: Bartosz Leszczyński Marcin Piechota |
| 4 grudnia 201618:15 | 2× · 3×          | 24:24(10:9) | 3× · 3×         | gospodarz Widzów: 1412 Sędzia: Bartosz Leszczyński Marcin Piechota |

| 11 lutego 201716:00 | Tatran Preszów | 30:27(18:16) | Naturhouse La Rioja                              | gospodarz Widzów: 18:16 Sędzia: Dzmitry Nabokau Siarhei Kulik |
| 11 lutego 201716:00 | Oliver Rábek 9 | 30:27(18:16) | 5 Miguel Sánchez Migallón 5 Javier Muñoz Cabezon | gospodarz Widzów: 18:16 Sędzia: Dzmitry Nabokau Siarhei Kulik |
| 11 lutego 201716:00 | 2× · 4×        | 30:27(18:16) | 3× · 2×                                          | gospodarz Widzów: 18:16 Sędzia: Dzmitry Nabokau Siarhei Kulik |

| 12 lutego 201717:30 | RK Metalurg Skopje  | 31:24(15:10) | Czechowskije Miedwiedi | gospodarz Widzów: 3560 Sędzia: Karim Gasmi Raouf Gasmi |
| 12 lutego 201717:30 | Nemanja Obradović 7 | 31:24(15:10) | 5 Kirill Kotov         | gospodarz Widzów: 3560 Sędzia: Karim Gasmi Raouf Gasmi |
| 12 lutego 201717:30 | 3× · 2×             | 31:24(15:10) | 3× · 2×                | gospodarz Widzów: 3560 Sędzia: Karim Gasmi Raouf Gasmi |

| 12 lutego 201717:30 | Montpellier Handball   | 31:24(16:11) | Elverum Håndball | gospodarz Widzów: 3000 Sędzia: Tomislav Cindrić Robert Gonzurek |
| 12 lutego 201717:30 | Jonas Truchanovicius 7 | 31:24(16:11) | 8 Joseph Pujol   | gospodarz Widzów: 3000 Sędzia: Tomislav Cindrić Robert Gonzurek |
| 12 lutego 201717:30 | 3× · 3×                | 31:24(16:11) | 3× · 3×          | gospodarz Widzów: 3000 Sędzia: Tomislav Cindrić Robert Gonzurek |